# Marshaller
Pour le processus informatique, voir Sérialisation.

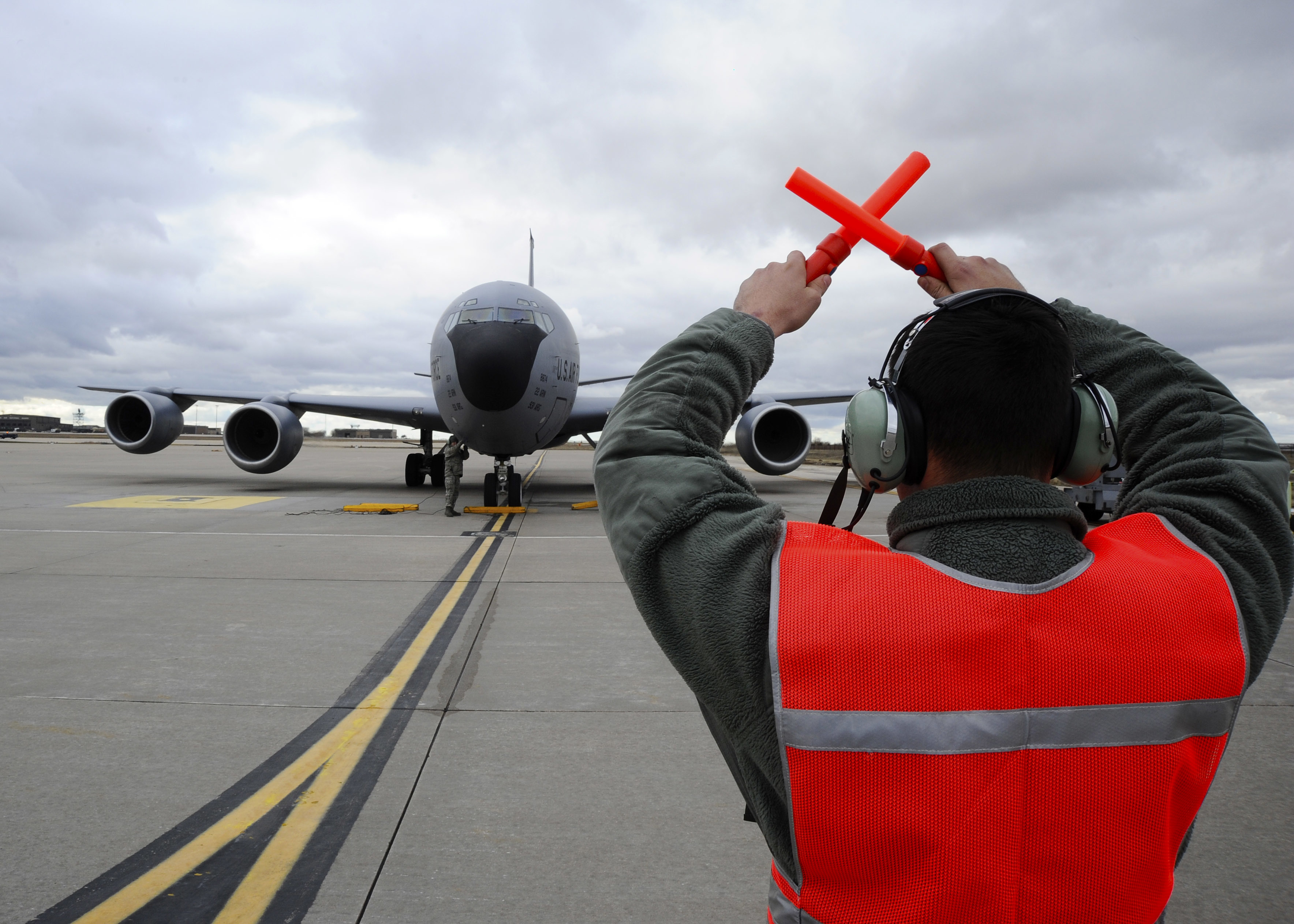
Marshaller faisant signe à un avion d'arrêter

Un marshaller est une personne chargée de guider les pilotes d'un aéronef sur un aéroport, un porte-avions ou une hélisurface.
Le marshaller peut venir en complément des communications radio avec le contrôle au sol ou s'y substituer. Les marshallers sont généralement habillés d'une veste réfléchissante, d'un casque antibruit et portent des gants ou des balises (parfois lumineuses).

## Exemples de signaux
Les exemples de signaux ci-dessous s'appliquent à tout type d'aéronef (avion ou hélicoptère par exemple). Lorsque des indications de direction sont données (à gauche ou à droite), elles le sont toujours du point de vue du pilote (et non du point de vue du marshaller).

Pas d'obstacle.
Démarrer les moteurs.
Avancer tout droit.
Tourner à gauche.
Tourner à droite.
Ralentir.
Arrêt d'urgence.

## Exemples de signaux spécifiques aux hélicoptères
Les exemples de signaux ci-dessous s'appliquent spécifiquement aux hélicoptères, du fait de sa capacité de vol à basse vitesse (autour du stationnaire).

Atterrir.
Monter.
Descendre.
Translation à gauche.
Translation à droite.

## Galerie

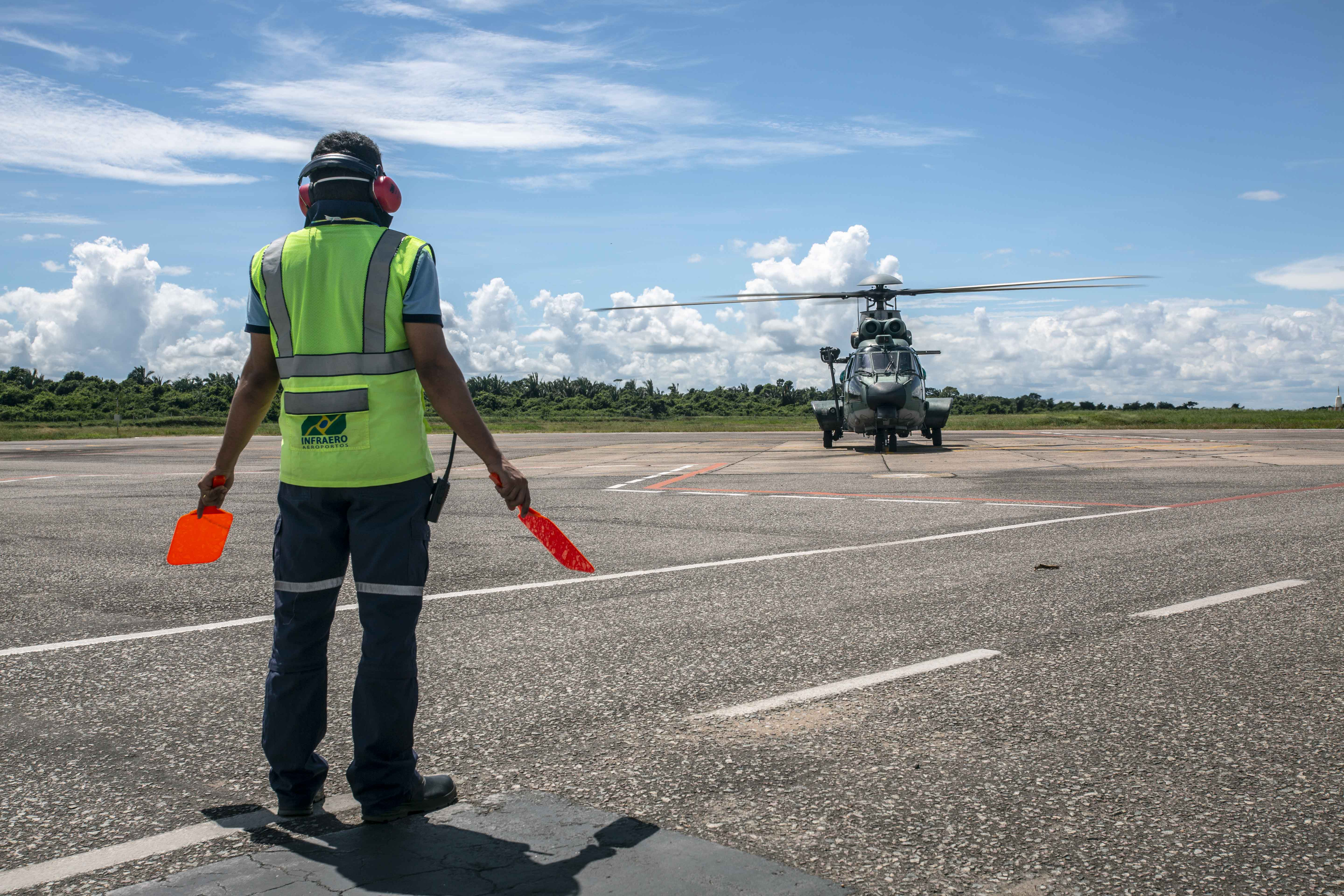
Guidage des hélicoptères
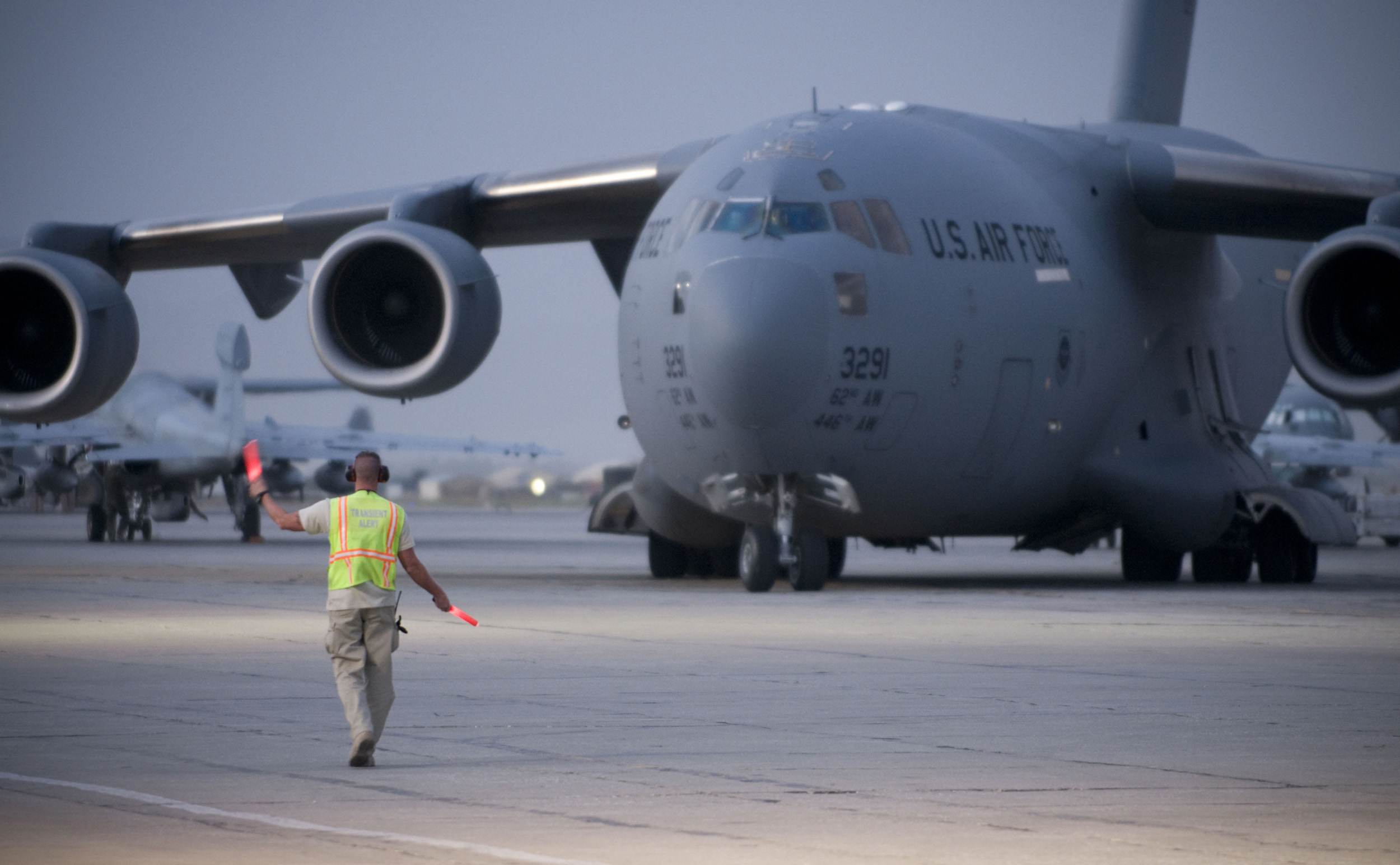
C-17 Globemaster III.
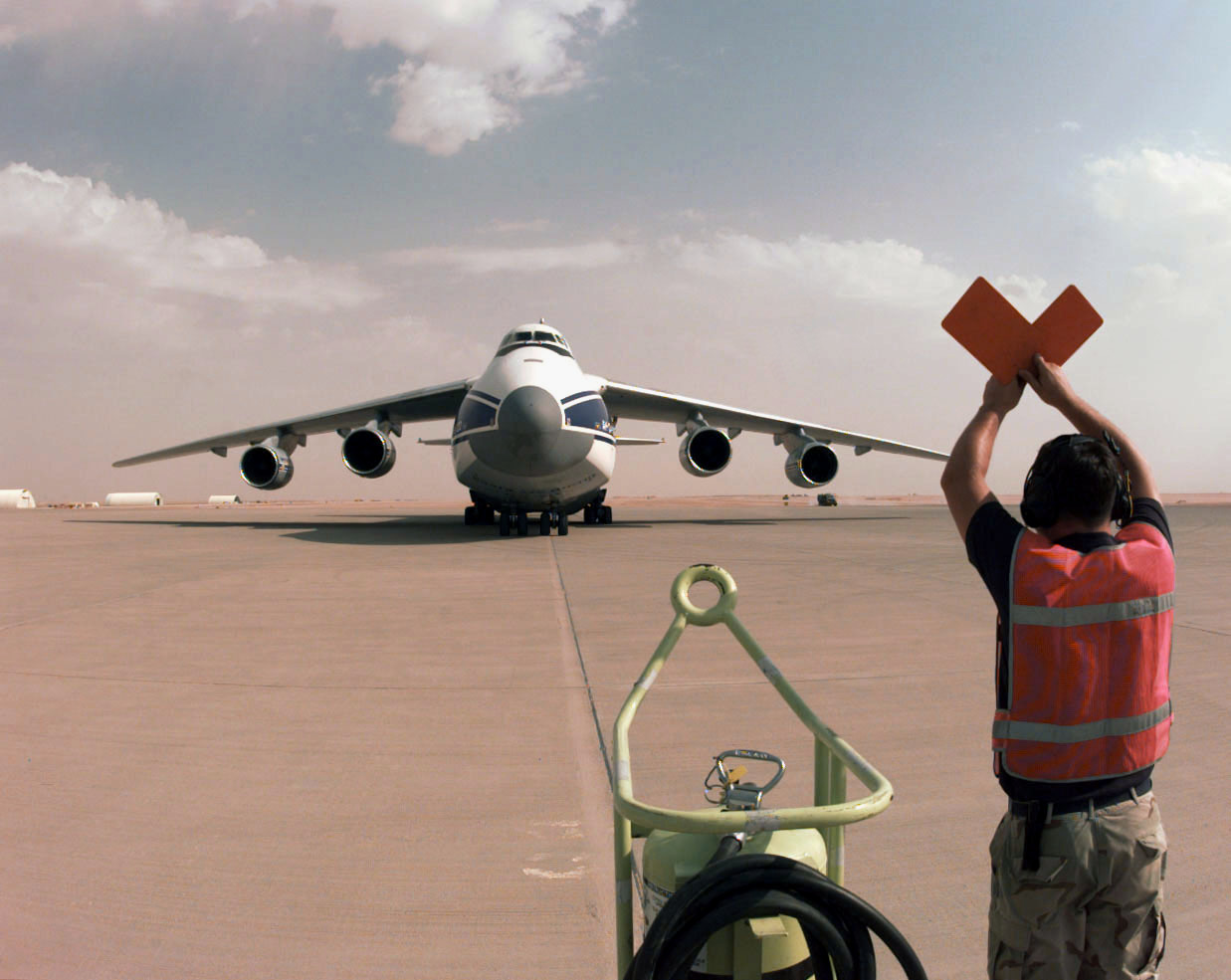
AN-124-100 1.